# Gustav Jäger (fyzik)
Gustav Jäger (6. dubna 1865 Krásná, Rakouské císařství – 21. ledna 1938 Vídeň, Rakouský stát) byl rakouský fyzik.

## Život
Gustav se narodil jako druhý nejmladší ze třinácti dětí majitele barvírny Georga Jägera a jeho ženy Johanny. Vyrůstal na zámečku Větrov. Po dokončení obecné školy a tzv. hauptschule (současný ekvivalent je druhý stupeň základní školy) v Aši, přešel Jäger v roce 1879 na gymnázium v Chebu, kde odmaturoval. Poté začal studovat na Vídeňské univerzitě fyziku. Mezi jeho profesory patřili například Johann Josef Loschmidt, Viktor von Lang či Jožef Stefan. Odpromoval v roce 1888. Od roku 1891 působil jako lektor v Ústavu teoretické fyziky a asistent profesoru Stefanovi a po jeho smrti Ludwigu Boltzmannovi. Od roku 1897 byl profesorem fyziky na Vídeňské univerzitě a od roku 1905 pak řádným profesorem na Technické univerzitě Vídeň, kde byl v letech 1915-16 rektorem. Od roku 1918 působil jako člen představenstva Ústavu teoretické fyzik na Vídeňské univerzitě a od roku 1920 pak členem představenstva 2. fyzikálního institutu univerzity. V roce 1934 odešel do důchodu.

## Práce
Jäger se mimo jiné zabýval kinetickou plynovou teorií a jejími aplikacemi, kupříkladu otázkou vnitřního tření stlačeného planu v dlouhých potrubích v chemickém průmyslu. Zkoumal také akustiku místností, šíření zvuku, stereoskopy a chemickými procesy ve fotografování.
Ve edici Sammlung Göschen publikoval víceúrovňovou učebnici teoretické fyziky.
Byl také členem Rakouské akademie věd a od roku 1935 členem Leopoldiny.